# Andrea Riedle
Andrea Riedle (* 1972 in Plochingen) ist eine deutsche Historikerin und Direktorin der Stiftung Topographie des Terrors.

## Werdegang
Riedle studierte Neuere Geschichte und Politikwissenschaft in Tübingen sowie Political Science und European Studies in Exeter, England. Von 2009 bis 2011 arbeitete sie als wissenschaftliche Mitarbeiterin bei der „Ständigen Konferenz der Leiter der NS-Gedenkstätten im Berliner Raum“. Ihre 2011 veröffentlichte Dissertation „Der Kommandanturstab im KZ Sachsenhausen. Sozialstruktur, Karrierewege und biografische Studien“ entstand an der Freien Universität Berlin.
Von Dezember 2012 bis Ende 2019 war Riedle wissenschaftliche Abteilungsleiterin und stellvertretende Gedenkstättenleiterin der KZ-Gedenkstätte Dachau der Stiftung Bayerische Gedenkstätten.
Seit 1. Januar 2020 ist sie Direktorin der Stiftung Topographie des Terrors in Berlin und folgt auf Andreas Nachama, der Ende November 2019 in den Ruhestand ging.
Außerdem ist sie Mitglied des Kuratoriums der Stiftung Denkmal für die ermordeten Juden Europas.

## Veröffentlichungen
- Andrea Riedle: Die Angehörigen des Kommandanturstabs im KZ Sachsenhausen. Sozialstruktur, Dienstwege und biografische Studien. Metropol, Berlin 2011 (Diss.), ISBN 978-3-86331-007-3.